# Radlin
Radlin este un oraș în Polonia.

## Legături externe
- Site web oficial